# Gerhard Kleppinger
Gerhard Kleppinger (Ober-Ramstadt, 1º marzo 1958) è un ex calciatore e allenatore di calcio tedesco, di ruolo difensore.

## Carriera

### Giocatore

#### Nazionale
Partecipò ai Giochi olimpici di Seul 1988, dove con la Nazionale olimpica della Germania Ovest conquistò la medaglia di bronzo, realizzando una rete nella finale per il 3º posto contro l'Italia.
Non ha invece mai esordito nella nazionale maggiore.

### Allenatore
Allena numerose squadre, tra cui l'St. Pauli e il Francoforte.

## Palmarès

### Giocatore

#### Club
- Campionato tedesco di seconda divisione: 1

Karlsruhe: 1983-1984

#### Nazionale
- Bronzo olimpico: 1

Seul 1988